# 北条貞宗
北条 貞宗（ほうじょう さだむね） 
1. 大仏流北条氏嫡流の当主・北条維貞の初名。（→北条維貞を参照。）
2. 1.の子。北条高宣・北条家時の弟で、北条高直の兄にあたる。本項以下にて詳述。
3. 名越流北条氏北条宗長の子。通称は掃部助。1.に同じく北条貞時の偏諱を賜う。嘉元3年（1305年）5月、嘉元の乱に北条宗方の討手として参加するが戦死した[1][リンク切れ][出典無効]。

北条 貞宗（ほうじょう さだむね、生年未詳 - 建武元年7月9日（1334年8月9日）?） は、鎌倉時代末期から南北朝時代にかけての武将。北条氏大仏流の一族。大仏 貞宗（おさらぎ さだむね）とも。

## 生涯
鎌倉幕府の連署を務めた北条維貞の子（三男）として生まれた。出生は次兄の家時が生まれた応長2年/正和元年（1312年）以後のことであろう。父が初めに名乗っていたのと同じ貞宗を名乗る。
後醍醐天皇らの討幕運動（元弘の乱）が起こると、大仏家当主であった家時や弟の高直とともに幕府軍を率いて河内金剛山千早城に立て籠もっていた楠木正成を攻めていたが、足利高氏（のちの尊氏）の離反や六波羅探題の滅亡もあって軍は四散し、家時は鎌倉へ、貞宗と高直は5月10日に残った軍勢を率いて奈良に逃れた。しかし、5月22日に新田義貞の鎌倉攻めにより高時や家時らが自害した（東勝寺合戦）ことを知ると、抗戦を諦めて6月5日に剃髪した上で高氏に降伏し、京都に幽閉された。
高氏自身は北条家と縁戚関係にあったことから貞宗の助命を嘆願していたが、建武元年（1334年）3月9日に北条家の残党らによる鎌倉侵攻事件などがあったことから北条一族の徹底的な殲滅が強められることになり、7月9日に弟の高直や阿曾治時、長崎高貞らと共に京都阿弥陀峰で斬首に処された。
処刑の日の7月9日は『太平記』より参考にしたものであり、他の史料では3月21日（『梅松論』・『蓮花寺過去帳』）、4月（『保暦間記』）、5月（『系図』）など時期が一致しないものが多い。